# مايهيو فوستر
مايهيو فوستر (بالإنجليزية: Mayhew Foster)‏ هو عسكري أمريكي، ولد في 9 أكتوبر 1911 في ريتشموند في الولايات المتحدة، وتوفي في 21 مارس 2011 في ميسولا في الولايات المتحدة.